# Bergmannstraße (Berlin)
Die Bergmannstraße im Berliner Ortsteil Kreuzberg verläuft vom Mehringdamm bis zum Südstern/Gneisenaustraße in West-Ost-Richtung. Sie wurde am 20. April 1837 nach der Großgrundbesitzerin Marie Luise Bergmann (1774–1854, geborene Neumann) benannt, der die Ländereien in dieser Gegend gehörten.

## Geschichte und Namensgebung
Bis zur Umbenennung der Straße, die die Familie Bergmann im 19. Jahrhundert ausbauen ließ, hieß sie Weinbergsweg. Seit 1809 war das ganze Gebiet südlich der Bergmannstraße, etwa von der Friesenstraße bis zur früheren Bockbrauerei, im Besitz der Familie Bergmann. Als öffentliche Straße wird sie seit 1861 ausgewiesen. Anfangs schrieb man sie auch Bergemannstraße.
Im Zweiten Weltkrieg erlitten die Gründerzeithäuser rund um die Bergmannstraße nur geringfügige Schäden, die Marheinekehalle dagegen brannte aus.
Eine Nebenstraße der Bergmannstraße, die Schenkendorfstraße, war der Ort, in dem der damals, drei Tage vor der Wahl zum Abgeordnetenhaus von Berlin 1975 entführte Peter Lorenz, Spitzenkandidat der Berliner CDU, im Keller unter einem Secondhandladen in Haus Nummer 7, sechs Tage lang gefangen gehalten wurde. Dieser Ort war nur wenige Meter vom Bezirksbüro seiner Partei entfernt.

## Die „Bergmann“ im 21. Jahrhundert

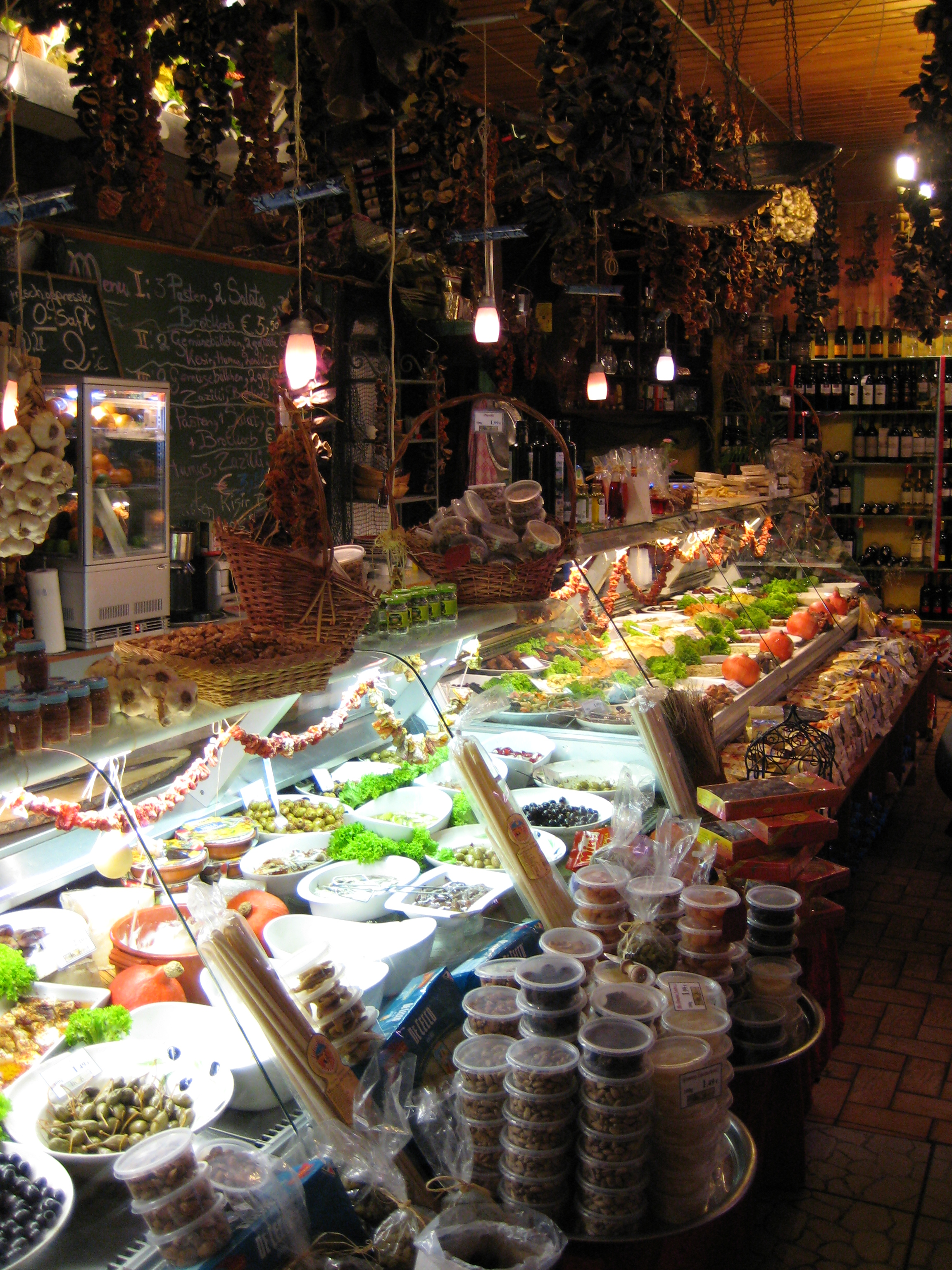
Feinkostladen Knofi in der Bergmannstraße

Die Bergmannstraße hat sich nach der politischen Wende zu einer Flaniermeile mit Cafés, Restaurants, Imbissgeschäften und Läden entwickelt, die dem sie umgebenden besiedelten Quartier den Namen Bergmannkiez gibt. Von Bewohnern und Gewerbetreibenden wird sie als „bunteste Straße Berlins“ bezeichnet und als „intakter Kiez mit guter Infrastruktur und hoher Lebensqualität“ bewertet.
Auf halber Länge, am Ende der Zossener Straße, liegt die Marheinekehalle als eine der letzten historischen Markthallen in Berlin am Marheinekeplatz. Der Platz erhielt seinen Namen nach dem protestantischen Theologen Philipp Konrad Marheineke. Am Platz befindet sich die Passionskirche.
Während der COVID-19-Pandemie wurde mit Zunahme der Infektionszahlen im Herbst 2020 am 24. Oktober für die Bergmannstraße und einige weitere Berliner Einkaufsstraßen eine Maskenpflicht für Fußgängerinnen und Fußgänger eingeführt.

## Nutzungen

Bergmannstraßenfest

Seit 1994 findet in der westlichen Hälfte der Bergmannstraße alljährlich im Juni das Straßenfest Kreuzberg jazzt! statt. Dies ist mit über 300.000 Besuchern, drei Musik-Bühnen mit über 50 Bands, einer Theaterbühne mit Kiez-Modenschau und der gleichzeitigen Veranstaltung Kreuzberg kocht! am Chamissoplatz, bei der Kreuzberger Spitzenköche kulinarische Proben anbieten, eines der bedeutendsten Feste des Bezirks und eines der größten Jazzereignisse Berlins.
Seit dem 20. September 2008 ist der östliche Teil der Bergmannstraße zwischen Südstern und Marheinekeplatz als Fahrradstraße ausgewiesen. Polizeiliche Kontrollen zur Einhaltung der dort geltenden Verkehrsregeln wurden elfmal im Jahr 2016, zweimal im Jahr 2017 und zweimal im ersten Halbjahr 2019 durchgeführt. Bei den Kontrollen im ersten Halbjahr 2019 wurden insgesamt vier Verstöße durch unerlaubtes Parken mit Behinderung festgestellt.
Auf dem westlichen Teil der Bergmannstraße zwischen Zossener Straße und Mehringdamm wurde in den 2010er Jahren auf Beschluss der Fußverkehrsstrategie des Berliner Senats eine Begegnungszone erprobt. Diese Begegnungszone besteht aus Straßenmarkierungen und -möbeln, die bisher mehr als 860.000 Euro gekostet haben.

## Baudenkmale entlang der Straße
Zahlreiche Erstbauten vom Ende des 19. Jahrhunderts sind erhalten und wurden umfangreich saniert. Folgende Wohnhäuser und Schulbauten stehen unter Denkmalschutz:
- Bergmannstraße 1–4: Mietshäuser von 1871, 1877 und 1893[7]
- Bergmannstraße 5–7: Umspannwerk von Hans Heinrich Müller, 1929–1931 errichtet[8]
- Bergmannstraße 8–10: Gebäude, die zum Denkmalensemble Chamissoplatz gehören[9]
- Bergmannstraße 12/13 und 15–20: Mietshäuser von 1874 bis 1879[10]
- Bergmannstraße 28/29: ehemalige 133. und 149. Gemeindedoppelschule nach Entwürfen von Stadtbaurat Hermann Blankenstein 1885 eröffnet[11]
- Bergmannstraße 60–65: ehemalige 60. und 236. Gemeindeschule nach Plänen von Ludwig Hoffmann und Fritz Haack, 1901/02[12]
- Bergmannstraße 39–41, 42–44 und 45–47: Friedhöfe an der Bergmannstraße

## Anbindungen vom ÖPNV
U-Bahn-Anschlüsse:
- Südstern: U7
- Mehringdamm: U6 & U7 (weniger als 1 km von der Straße entfernt)
- Platz der Luftbrücke: U6 (weniger als 1 km von der Straße entfernt)
- Gneisenaustraße: U7 (weniger als 1 km von der Straße entfernt)

Bus-Anschlüsse:
- 248
- 140 (weniger als 1 km von der Straße entfernt)
- M19 (weniger als 1 km von der Straße entfernt)
- M43 (weniger als 1 km von der Straße entfernt)